# Stark's Earliest

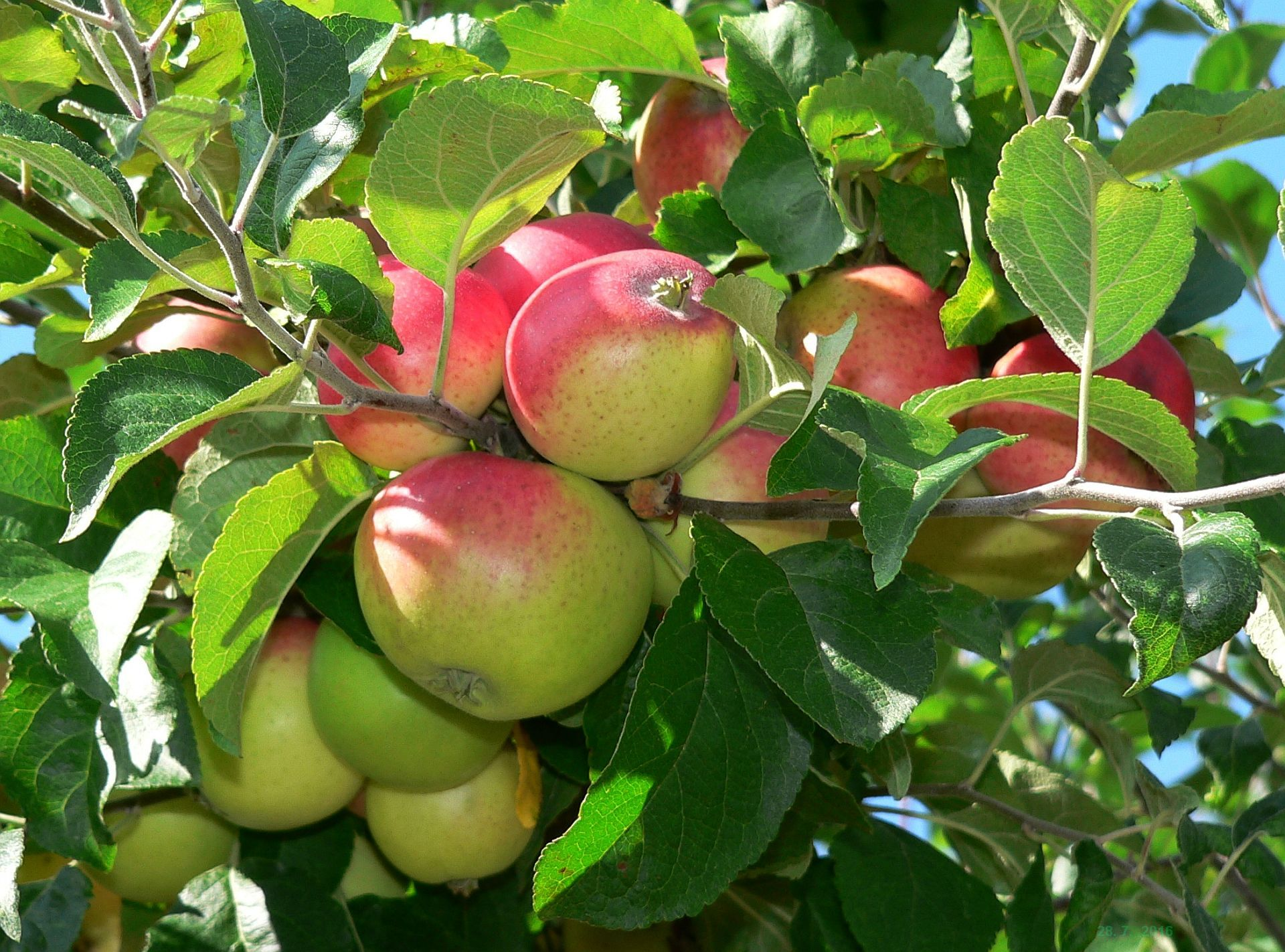
Stark's Earliest

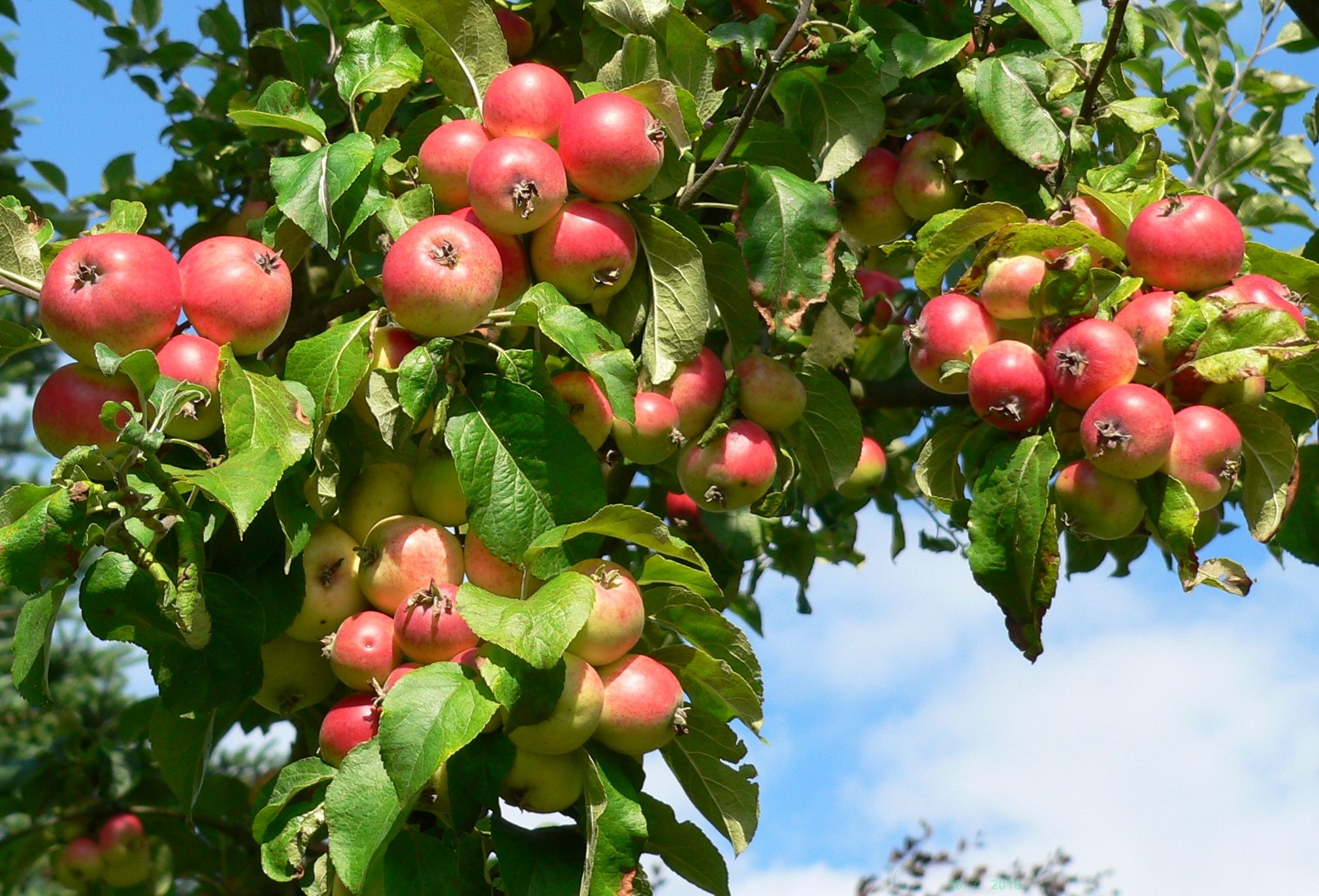
Dozrávající plody odrůdy 'Stark's Earliest'

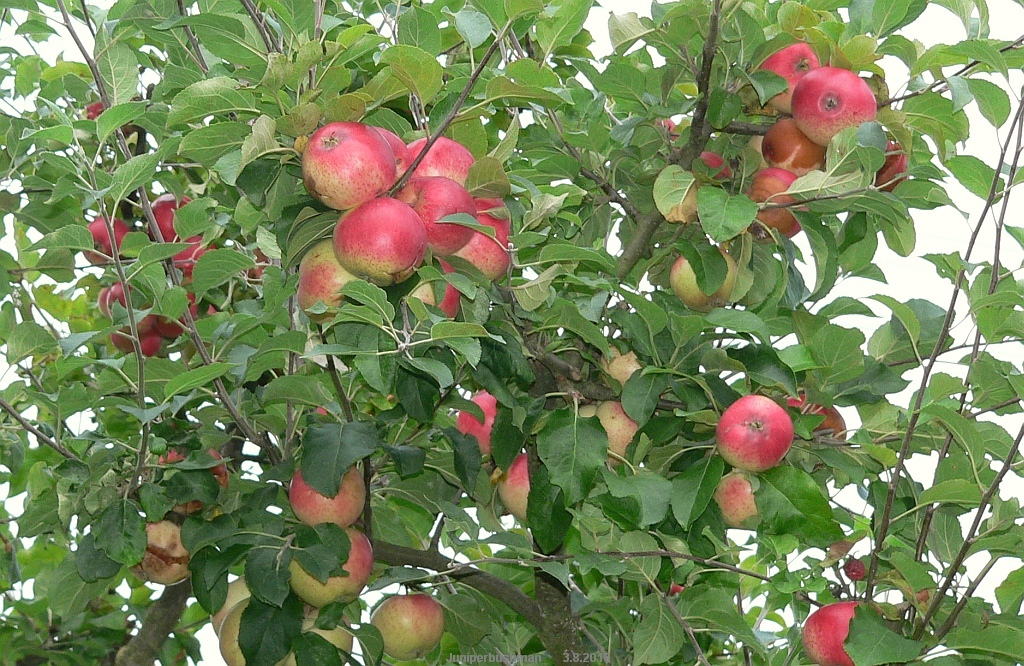
Přerálé plody odrůdy 'Stark's Earliest

Stark's Earliest (Starkovo nejranější) (Malus domestica 'Stark's Earliest') je ovocný strom, kultivar druhu jabloň domácí z čeledi růžovitých. Řadí se mezi nejranější letní odrůdy.

## Historie

### Původ
Nalezeno D. Bonnerem (Orofino, Idaho v USA) v roce 1938. V roce 1944 jej uvedla na trh firma Stark Bro's Nurseries & Orchards Co.

### Rozšíření
Po 2. světové válce se tato odrůda brzy rozšířila po Evropě, zejména v Holandsku a Německu. V Československu se zaváděla v 60. letech.

### Synonyma
Scarlet Pimpernel, Stark Earliest

## Vlastnosti

### Růst

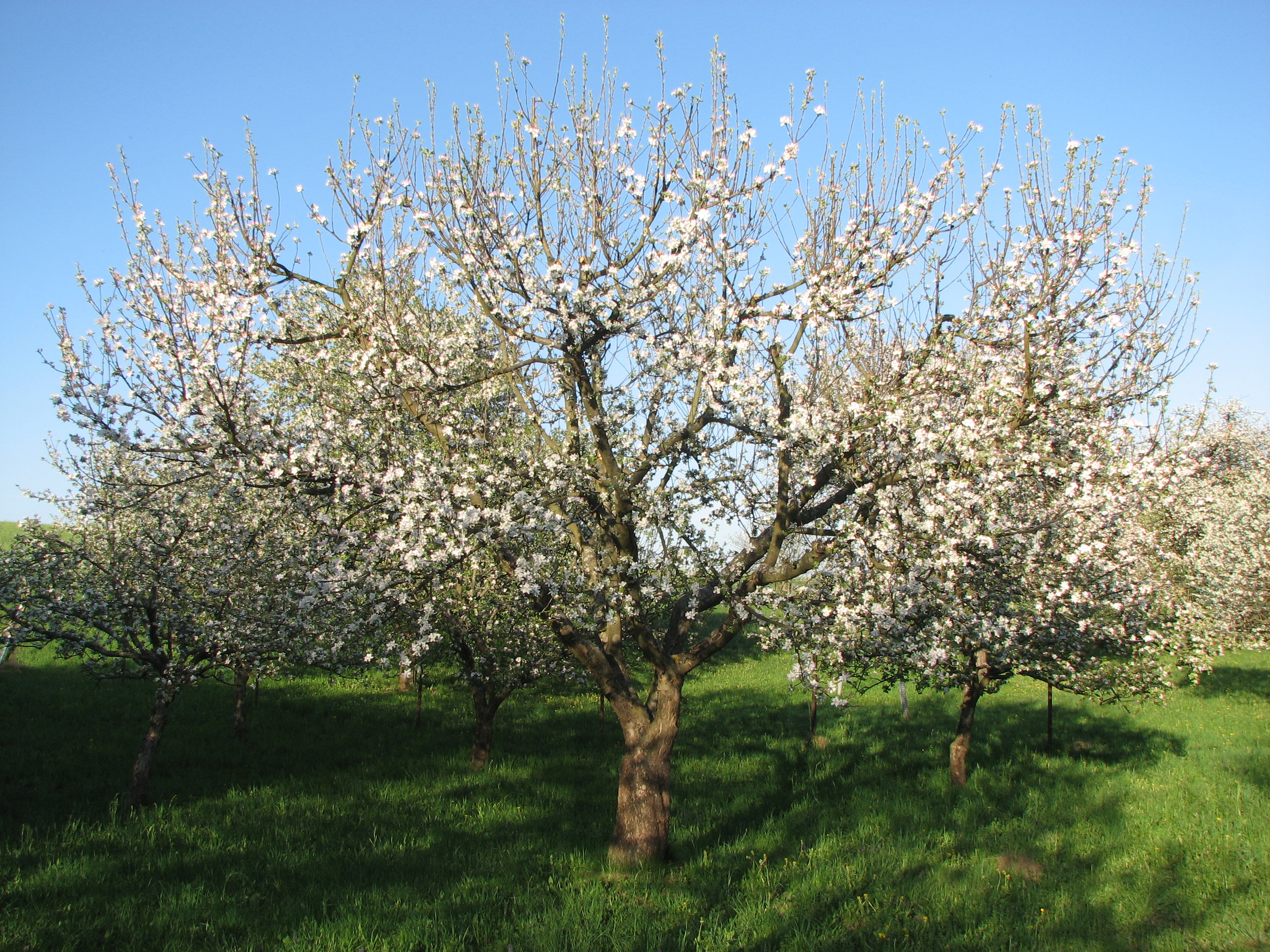
Kvetoucí jabloň Stark's Earliest.

Před nástupem plné plodnosti je růst středně silný a koruna se zahušťuje. Je nutný pečlivý výchovný řez. Dobře obrůstá plodonosným obrostem a rodí i na jednoletém dřevu. Vyžaduje dostatečně výživnou půdu.

### Plodnost a zralost
Plodí záhy a pravidelně. Pokud jsou plody nasazeny ve shlucích, je vhodné je probrat. V době, kdy se tato odrůda rozšiřovala, byla nejranější letní odrůdou vůbec, protože plody dozrávají už týden před odrůdou Průsvitné letní.

### Plod
Plody jsou ploše kulovité, menší až střední velikosti. Slupka je hladká, suchá a lesklá. Základní barva je bílozelená později světle žlutá. Krycí barva je světle červená a její sytost závisí na oslunění. Karmínové líčko je krátce pruhované. Lenticely jsou na červené barvě světle ohraničeny a na základní barvě jsou ohraničeny výrazně červeně. Dužnina je bělavá, křehká, šťavnatá a po rozkrojení hnědne. Chuť je sladce navinulá dobrá až velmi dobrá. Plody na stromě brzy přezrávají, moučnatí a po dešti na nich praská slupka. Podtržené plody jsou odolné k otlačení a lze je skladovat až dva týdny.

### Choroby a škůdci
Proti strupovitosti a padlí je málo odolné. Proti mrazu je 'Stark's Earliest' dosti odolné, ale vzhledem k časnému kvetení jsou květy častěji vystaveny pozdním mrazíkům.

## Hodnocení
Ve všech parametrech předčí odrůdu Průsvitné letní. Jako většina ostatních letních odrůd se nehodí do intenzivních výsadeb, ale do zahrádek.